# Copado Moyano
Francisco Copado Moyano (Nerva, 21 de marzo de 1906 - Córdoba, 18 de agosto de 1936) fue un mecánico y político cordobés, concejal del Ayuntamiento de Córdoba por el Frente Popular de marzo a agosto de 1936, momento en el que fue detenido y fusilado por las tropas franquistas que ocuparon la ciudad.

## Biografía
Era hijo natural de Lucía Capado Moyano, nacida en Valverde del Camino y vecina de Nerva, donde se había casado y donde enviudó; el original apellido valverdeño Capado, fue transformado en Copado en algunos de los descendientes.
Muy poco se sabe de la infancia y juventud de Francisco, sino que figura escolarizado en el padrón de 1915; en todo caso recibió buena educación básica a juzgar por sus posteriores manuscritos; constaría luego, en diversos padrones, con el oficio de mecánico o chófer. Lucía Capado se trasladó a Sevilla hacia 1924 con Francisco y con sus demás hijos. La familia aparece en el padrón de 1924 y en los siguientes domiciliada en Castilleja de la Cuesta (Sevilla), hasta que en el año 1929 se marchan todos a vivir a Sevilla capital, a la calle San Vicente.
Desde su estancia en Castilleja, Francisco Copado había iniciado relaciones con la que sería su compañera y madre de sus hijos, Dolores; juntos los dos por diciembre de 1929 pasan a Córdoba, donde él se emplea como peón cloaquero municipal, trabajo nocturno con un jornal de 6 pesetas. En Córdoba tuvieron a sus cuatro hijos.

### Actividad política
Militante del Partido Socialista Obrero Español, Francisco fue detenido el 10 de octubre de 1934 durante el periodo revolucionario por las autoridades militares cordobesas, junto con el doctor Vicente Martín Romera, el bombero de segunda Juan Villafranca Serrano, el vigilante de Arbitrios Juan Viaña Agreda y los empleados municipales Fernando Luis Alcaide Isasi y Hermenegildo Luna Jiménez, según aparece en el expediente que se le formó en el Ayuntamiento.
Figuraba asimismo entre los diecisiete detenidos por la Guardia Civil que constan en el artículo del periódico La Voz de Córdoba (11 de octubre de 1934) titulado "También en Córdoba hay pistoleros y fracasan sus intentos revolucionarios", en el cual se les acusa de extremismo y de poseer gran cantidad de armas cortas, municiones, máquinas multicopistas y de escribir, y documentos de gran interés sobre el movimiento revolucionario. Una vez puesto en libertad el 22 de noviembre, se le restituyó en su empleo el 17 de diciembre.
Habiendo sido designado por su Agrupación Socialista para candidato a las elecciones que ganaría el Frente Popular, se convirtió en Concejal del Consistorio, y en la sesión ordinaria de las diecinueve horas del lunes 23 de marzo de 1936 fue nombrado vocal de la Comisión permanente de Gobernación y Quintas, y vocal de la de Abastos.
En su actividad municipal destaca que intercedió para el reingreso de José Corredor de la Cruz y Antonio Córdoba Paredes, guardias municipales detenidos y despedidos por los sucesos de octubre de 1934, haciendo notar en la correspondiente sesión que el reingreso de los represaliados había sido primeramente gestionado por la Federación Nacional de Dependientes Municipales. Presentó una moción, en abril, para el traslado de las fuerzas de la Guardia Civil que ocupaban un local de la calle Arroyo de San Lorenzo al Cuartel de la Victoria. Suscribió, en mayo, la moción para la reforma del Reglamento del Cuerpo de la Guardia Urbana y abogó por la consecución de un permiso veraniego de 15 días para los trabajadores del Ayuntamiento.
En su actividad en el seno de la Agrupación Local Socialista de Córdoba, mantuvo posiciones próximas a Largo Caballero. En el Congreso Provincial del PSOE cordobés de junio de 1936 realizado en el cine Alkázar fue delegado y destacó por su defensa del diputado y dirigente de las Juventudes Socialistas, Manuel Castro Molina, de las acusaciones de haber llamado traidores, en el mencionado Congreso, a los miembros de la Comisión Ejecutiva Nacional, controlada por los centristas de Indalecio Prieto y de haber mantenido una actitud tibia respecto a los hechos de octubre de 1934.

### Detención y muerte
Se ignora si Francisco Copado acompañó al alcalde Manuel Sánchez Badajoz en la visita al Gobierno Civil en las primeras horas de la tarde del 18 de julio de 1936, cuando se había producido ya el golpe de Estado que daría lugar a la Guerra Civil, o si por el contrario fue de los que se quedaron defendiendo el Ayuntamiento hasta que las tropas del coronel Ciriaco Cascajo Ruiz sitiaron el mencionado Gobierno Civil y se escapó.
Oculto en la Huerta de los Aldabones con sus compañeros del Ayuntamiento, con el alcalde Manuel Sánchez Badajoz y con el diputado doctor Romera, fueron delatados y detenidos en la madrugada del 6 de agosto; todos serían fusilados al día siguiente excepto Francisco Copado, mantenido vivo hasta el día 18 de dicho mes; durante su prisión se le permitió recibir visitas de su esposa y de al menos uno de sus hijos.
Su defunción fue inscrita en el Registro Civil el 12 de septiembre de 1936 por Orden del 10 del mismo mes del Juez de Instrucción del Distrito de la Izquierda; aparece como "fallecido el día 18 de agosto sin que conste la hora ni el sitio, a consecuencia de heridas por arma de fuego en diferentes partes del cuerpo". Fue sepultado en el cementerio de San Rafael.